# معامل فقد الحمل
معامل فقد الحمل (LLF) هو المعامل الذي عند ضربه في مفاقيد الطاقة عند أقصى فترة زمنية وعدد الفترات الزمنية للحمل سوف يعطى فقد الطاقة المتوسط الكلي.
يمكن حسابه عن طريق النسبة بين فقد الحمل المتوسط إلى فقد الحمل الأقصى.
يتوقع عند استخدامه في الأعمال الكهربية أن يساوي 0.3.
عندما كانت الكمبيوترات غير شائعة، فإن التقديرات كانت تشتق من معامل الحمل والذي يستخدم صيغة مجملة.